# Негослав (Любуське воєводство)
Негослав (пол. Niegosław) — село в Польщі, у гміні Дрезденко Стшелецько-Дрезденецького повіту Любуського воєводства.
Населення — 868 осіб (2011).
У 1975-1998 роках село належало до Гожовського воєводства.

## Демографія
Демографічна структура станом на 31 березня 2011 року:
|          | Загалом | Допрацездатний вік | Працездатний вік | Постпрацездатний вік |
| -------- | ------- | ------------------ | ---------------- | -------------------- |
| Чоловіки | 425     | 86                 | 299              | 40                   |
| Жінки    | 443     | 106                | 257              | 80                   |
| Разом    | 868     | 192                | 556              | 120                  |